# Athyrium myer-dreesii
Athyrium myer-dreesii är en majbräkenväxtart som beskrevs av Edwin Bingham Copeland. Athyrium myer-dreesii ingår i släktet Athyrium och familjen Athyriaceae. Inga underarter finns listade.